# تیتی دم‌سفید
تیتی دم‌سفید (نام علمی: Callicebus discolor) نام یک گونه از سرده تیتی است.